# جيمي هولمز
جيمي هولمز (بالإنجليزية: Jimmy Holmes)‏ (27 ديسمبر 1908 المملكة المتحدة - 1 نوفمبر 1971 تشيسترفيلد المملكة المتحدة) هو لاعب كرة قدم بريطاني سابق كان يلعب كمدافع.